# Imanol Agirretxe
Imanol Agirretxe Arruti (Usurbil, 24 februari 1987) is een Spaans voetballer die bij voorkeur als aanvaller speelt. Hij stroomde in 2005 door vanuit de jeugd van Real Sociedad. 

## Clubcarrière
Agirretxe speelt sinds zijn zeventiende voor Real Sociedad. Daarvoor speelde hij in de jeugd bij Antiguoko en Athletic Bilbao. Hij debuteerde in het seizoen 2004-2005. In zijn tweede wedstrijd, tegen Málaga CF, scoorde de aanvaller zijn eerste doelpunt op het hoogste niveau. In januari 2007 werd hij voor zes maanden uitgeleend aan CD Castellón. Op 19 januari 2013 kwam Agirretxe zes minuten voor tijd op het veld tegen FC Barcelona. Hij scoorde het winnende doelpunt in de laatste minuut van de wedstrijd. Daarmee was Real Sociedad het eerste team dat erin geslaagde van FC Barcelona te winnen gedurende dat seizoen.
1 Remiro ·
2 Odriozola ·
3 Muñoz ·
4 Zubimendi ·
5 Zubeldia ·
6 Elustondo ·
7 Barrenetxea ·
8 Zacharjan ·
9 Óskarsson ·
10 Oyarzabal  ·
11 Becker ·
12 López ·
13 Marrero ·
14 Kubo ·
16 González de Zarate ·
16 Olasagasti ·
17 Gómez · 
18 Traoré · 
19 Sadiq ·
20 Pacheco ·
21 Aguerd ·
22 Turrientes ·
23 Méndez ·
24 Sučić ·
25 Magunazelaia ·
26 Aramburu ·
28 Marín ·
Coach: Alguacil
· Assistent-coach: Ansotegi